# Asteronyx excavata
Asteronyx excavata är en ormstjärneart som beskrevs av Christian Frederik Lütken och Ole Theodor Jensen Mortensen 1899. Asteronyx excavata ingår i släktet Asteronyx och familjen ribbormstjärnor. Inga underarter finns listade i Catalogue of Life.